# Agrostophyllum appendiculoides
Agrostophyllum appendiculoides är en orkidéart som beskrevs av Rudolf Schlechter. Agrostophyllum appendiculoides ingår i släktet Agrostophyllum och familjen orkidéer. Inga underarter finns listade i Catalogue of Life.